# Théâtre Saint-Denis
El Théâtre Saint-Denis és un teatre de Mont-real, situat al carrer Saint-Denis. Considerat com la sala de cinema més gran de Mont-real des de 1915 fins als anys 70 del segle XX, aquest vell cinema va començar a consagrar-se a les arts escèniques a partir de 1980, tot acollint comèdies musicals, obres de teatre i concerts.